# Dyson
Dyson es una compañía global de tecnología con sede en Malmesbury, Reino Unido. Sus principales productos son aspiradoras basados en el principio del separador ciclónico. La compañía fue fundada en 1991 por James Dyson y emplea a más de 7000 personas en más de 60 países. Dyson también produce secadores de pelo, humidificadores, secadores de manos y ventiladores. En el ejercicio de 2018, Dyson alcanzó una cifra de negocios de aproximadamente 4400 millones de libras esterlinas. En enero de 2019, Dyson anunció que trasladaría su sede de Malmesbury a Singapur.